# Западна Српска Федерација
За друга значења, погледајте Српска (вишезначна одредница).
„Западна Србија“ преусмерава овде. За друге употребе, погледајте Западна Србија (вишезначна одредница).
Западна Српска Федерација (још називана и Република Западна Србија) била је пројекат уједињења у једну независну државу двају српских самопроглашених држава, Републике Српске Крајине и Републике Српске.
Због политичких несугласица и спољног притиска није проглашено уједињење САО Босанске Крајине и САО Крајине у Демократску Републику Крајину, без обзира на то што су 25. јуна 1991. потписали „Договор о сарадњи и интеграцији“, који је обухватао стварање заједничке скупштине, а 28. јуна Скупштина Крајине објавила на заседању у Босанском Грахову „Оснивачку декларацију“. Уједињену крајину по декларацији би чинило седам општина САО Крајине и шеснаест општина Заједнице општина Босанске Крајине.
Године 1994. створен је Заједнички штаб Републике Српске и Републике Српске Крајине. Датума 20. маја 1995. године Скупштина Републике Српске Крајине донела је одлуку о уједињењу са Републиком Српском. За крај маја и почетак јуна 1995. била је заказана седница на којој ће се донети одлука о стварању Западне Српске Федерације. Међутим, Република Српска и Република Српска Крајина су биле приморане да аболирају ову одлуку под међународним притиском.
У августу 1995. Република Српска Крајина је окупирана од стране снага Републике Хрватске. Децембра исте године Република Српска је ушла у састав Босне и Херцеговине.